# Ichneumon juniperinus
Ichneumon juniperinus är en stekelart som beskrevs av Hans Ström 1788. Ichneumon juniperinus ingår i släktet Ichneumon och familjen brokparasitsteklar. Inga underarter finns listade i Catalogue of Life.